# Harrisburg, Illinois
Harrisburg är en stad (city) i Saline County, i delstaten Illinois, USA. Enligt United States Census Bureau har staden en folkmängd på 9 039 invånare (2011) och en landarea på 17 km². Harrisburg är huvudort i Saline County.